# Sherina Munaf
Sherina Munaf (11 de junio de 1990 en Bandung, Java), es una popular cantante y actriz indonesia. A los 9 años de edad comenzó su carrera artística ya que su primer álbum debut fue titulado Andai Aku Besar Nanti (Traducido "cuando crezca"). Además ella actuó en una película titulada "Petualangan Sherina" (Traducido "Aventura de Sherina"), dirigida por el director cinematográfico Riri Riza. Recibió un premio especial en la categoría "Artista infantil más talentoso" en el Festival de Cine de Asia y el Pacífico 2001 en Hanói por su actuación. En 2001, grabó una versión de "I Have a Dream" con la banda irlandesa Westlife para recaudar fondos para UNICEF. En febrero de 2013, se desempeñó como jueza y entrenador de la versión indonesia de The Voice.

## Discografía
Álbumes en estudio
- Andai Aku Besar Nanti (Traducido "cuando crezca"), (1999)
- Petualangan Sherina (2000)
- My Life (2002)
- Primadona (2007)
- Gemini (2009)
- Tuna (2013)

Apariciones en bandas sonoras
- OST Ayat Ayat Cinta (2008)
- OST Laskar Pelangi (2008)
- OST Earwig and the Witch (2020)

## Filmografía
- Petualangan Sherina (2000)
- Wiro Sableng 212 (2018)[3]